# Рошфор, Анри-Луи д’Алуаньи
Анри-Луи д’Алуаньи (фр. Henri-Louis d'Aloigny; 1626 — 22 мая 1676, Нанси), маркиз де Рошфор — французский военачальник, маршал Франции, известный как маршал Рошфор.

## Биография
Сын Луи д’Алуаньи, маркиза де Рошфора, и Мари Абер.
Маркиз дю Блан в Берри, барон де Кор и де Кран.
Служил под началом герцога Энгиенского, который дал ему роту жандармов, в 1643 году участвовал в битве при Рокруа 19 мая, осаде и взятии Тьонвиля 10 августа, в 1644-м во Фрайбургском сражении 3 и 5 августа, взятии Шпайера 29-го, Филиппсбурга 9 сентября, Майнца 17-го.
3 августа 1645 сражался в битве при Нёрдлингене, в 1646 году участвовал в осаде Куртре, сдавшегося 28 июня, Мардика, капитулировавшего 24 августа, Фюрна, взятого 7 октября, и Дюнкерка, павшего 7 ноября. В 1647-м принимал участие в осаде Лериды, снятой 17 июня. 20 августа 1648 сражался в битве при Лансе.
После поражения Фронды вместе с Конде перешел на испанскую службу. Участвовал во взятии Ретеля 30 октября и Сен-Мену 14 ноября 1652, Рокруа 30 сентября 1653, был при поражении испанцев в ходе осады Арраса 25 августа 1654, разгроме маршала Лаферте под Валансьеном 16 июля 1656, взятии Конде испанцами 18 августа того же года и битве на Дюнах 14 июня 1658.
Отправился в Венгрию с войском графа де Колиньи и отличился в битве при Сент-Готарде 1 августа 1664, где получил ранение в лицо, оставившее отметину.
По возвращении во Францию 13 декабря 1665 получил должность капитан-лейтенанта сформированной в то время роты жандармов дофина. В тот же день стал бригадиром жандармерии.
В качестве бригадира кавалерии служил в ходе кампании 1667 года, участвовал во взятии Шарлеруа 2 июня, Берг-Сен-Винока 6-го, Фюрна 12-го и Ата 18-го. Был назначен губернатором Ата в день взятия.
Кампмаршал (1.01.1668), служил во Фландрской армии маршала Тюренна до заключения мира 2 мая.
5 января 1669 был направлен на лотарингскую границу в части маршала Креки. 10 марта получил третью французскую роту королевской гвардии (позднее рота Люксембурга), вакантную после отставки герцога д'Омона, и сложил командование ротой жандармов дофина.
Генерал-лейтенант армий короля (15.04.1672), сопровождал Людовика XIV в Голландской кампании при осаде и взятии Орсуа 3 июня, Римберга 6-го, переходе через Рейн 12-го, подчинении Утрехта 20-го и Дуйсбурга 21-го. Безуспешно пытался овладеть шлюзами у Амстердама. 3 августа был назначен командующим в Лотарингии, где и провел зиму.
Генерал-лейтенант во Фландрской армии (3.04.1673), был при осаде Маастрихта, взятого королем 29 июня. 11 декабря снова получил командование в Лотарингии, а также в Барруа, на границах Саара и в Трире. 7 июня 1674 назначен во Фландрскую армию принца Конде, сражался в битве при Сенефе 11 августа.
Был назначен главнокомандующим в Лотарингии, Барруа, Трех епископствах и на границах 27 января 1675, и оставался там до мая, когда был направлен в армию маршала Креки. Руководил осадой Юи, который обложил 1 июня, приказал возвести мост через Маас для обеспечения коммуникации между армией короля и осадными частями. Две батареи вели обстрел форта, прикрывавшего замок, затем войска им овладели, сломив сопротивление защитников. 5 июня Рошфор отразил вылазку осажденных, отступивших в крепость с потерями. После этого губернатор Юи капитулировал. Рошфор приказал заделать бреши, оставил в городе гарнизон и 9-го ввступил к хорошо укрепленному Лимбургу, который также осадил, к 13-му возведя циркумвалационную линию. К нему на помощь подошли принц Конде, герцог Энгиенский и маршал Креки, после чего командовавший в городе граф фон Нассау 21-го сдал его французам. 29 июня Рошфор был переведен в Германскую армию, а 30-го был пожалован в маршалы Франции. 25 октября вернулся к командованию в Лотарингии, где провел зиму.
10 марта 1676 был назначен командиром армейского корпуса на Маасе и Мозеле, но в мае умер в Нанси. Останки были доставлены в Париж и погребены в церкви урсулинок в предместье Сен-Жак.
По словам герцога де Сен-Симона, маркиз де Рошфор «приходился близким другом месье Ле Телье и месье де Лувуа, покровительству которых был обязан своим стремительным возвышением» и смерть застала его по пути в расположение армии, командование которой он должен был принять.

## Семья
Жена (контракт 29.04.1662): Мадлен де Лаваль (1646—1.04.1729), дочь Жиля де Лаваль-Буа-Дофена, маркиза де Сабле, и Мадлен Сегье, внучка Пьера Сегье. 1 января 1674 стала придворной дамой королевы Марии Терезии, 8 января 1680 назначена камеристкой мадам дофины
Дети:
- Мари-Генриетта (1664—18.09.1736). Муж 1) (14.09.1676, с церковного разрешения): Луи-Фост де Бришанто (1657—1690), маркиз де Нанжи, ее двоюродный брат; 2) (3.05.1691): Шарль де Руа де Ларошфуко (1665—1732), граф де Бланзак
- Луи-Пьер-Арман (1670—21.07.1701), маркиз де Рошфор